# Джумбуш
Джумбуш (тур. Cümbüş) — відносно сучасний струнний щипковий інструмент турецького походження. Створений у 1930 році турецьким майстром Зейнелем Абідіном Джумбушем (1881–1947) як інструмент, схожий на уд для ансамблевої гри.

## Походження назви іструмента та імені його винахідника
Слово Cümbüş з турецької можна перекласти як «гулянка», «забавка». Цей інструмент продавався як популярна альтернатива дорожчому класичному уду, тому назва мала натякати на його «легкий» характер. На відміну від випадків, коли інструменту дають ім'я винахідника (див., зокрема, саксофон), то у випадку з джумбушем все сталось навпаки. Зейнель Абідін народився у Скоп'є, сучасна Північна Македонія і ранні інструменти підписував одним іменем — Зейнелабідін. Коли в 1934 році Мустафа Кемаль Ататюрк постановив, щоб сім'ї брали прізвища, Зейнель Абідін взяв собі за прізвище назву зробленого ним інструмента.

## Конструкція та зовнішній вигляд
Джумбуш має форму американського банджо, парні струни та лаштується як уд.
Гриф з'ємний. Кут нахилу грифа до дорпусу регулюється ґвинтом, що дозволяє музиканту змінювати кут нахилу грифа до струн, обертаючи гвинт.
Стандартний джумбуш є безладовим, але моделі, що є гібридами між стандартним джумбушем і гітарою, мандоліною та укулеле мають лади.
Деякі частини корпусу зроблені з алюмінію, верхня дека — шкіряна.
Струну металеві. Кількість срун — 12 (6 пар).
Довжина мензури: 560 мм для стандартного джумбуша.

## Стрій
Джумбуш можна строїти на лад уда, а саме: GG4, DD4, AA3, BB2, AA2 .

## Спосіб гри
На більшості різновидів грають довгим плектром-мизрапом, який використовується традиційно для гри на уді та інших струнних-щипкових в Туреччині.

## Різновиди
Компанія Cümbüş у Стамбулі, Туреччина, виробляє різні моделі джумбуша. А саме:
- Джумбуш стандарт: налаштований як уд, короткий гриф, безладовий, шість рядів струн, алюмінієвий корпус, верхня дека з синтетичної шкіри, загальна довжина 34 дюйми.
- Джумбуш екстра: як стандартний, але має дерев’яний резонатор замість металевого.
- Джумбуш саз: налаштований як баглама-саз, довгий гриф, нав'язні лади, три ряди струн, алюмінієвий корпус, верхня дека з синтетичної шкіри.
- Джумбуш диван саз: збільшений різновид джумбуша саза.
- Джумбуш джура: зменшений різновид джумбуша саза.
- Джумбуш танбур: настроюється як танбур, дуже довгий гриф, три ряди струн, загальна довжина 51 дюйм.
- Джумбуш гітара: налаштований як гітара, лади металеві врізні, алюмінієвий корпус, загальна довжина 34 дюйми.
- Джумбуш мандоліна: налаштований як мандоліна, ладовий, маленький, чотири ряди струн, загальною довжиною 23 дюйми.
- Джумбуш укулеле: налаштована як укулеле, ладовий, маленький, чотири струни, загальна довжина 21 дюйм.